# الليث المفتي
الليث المفتي (17 مايو 1977 -)، فنان وممثل سوري.

## عن الممثل
ليث المفتي هوممثل سوري مواليد 17 مايو عام 1977 في دمشق خريج المعهد العالي للفنون المسرحية - قسم التمثيل. - شارك كممثل بالعديد من الأعمال التلفزيونية والسينمائية والمسرحية، بالإضافة للأعمال الإذاعية. - عضو في نقابة الفنانين منذ عام 2001.

## أعماله

### في المسـرح
يوميات مجنون - حكاية الشتاء - عشاء عيد ميلاد طويل - الريشة البيضاء". - "حكاية علاء الدين". * السيرك الأوسط.

### مسلسلات
- زمان الصمت
- كوم الحجر
- سايكو
- عطر الشام
- عابرو الضباب
- باب الحاره ج9
- الرابوص
- حارة المشرقة
- قيامة ارطغل (دبلجة صوت: غوندغدو): مسلسل تركي مدبلج 2017.
- دامسكو
- الخط الأحمر
- الظاهر بيبرس
- حروب عائلية
- سحر الشرق
- اللوحة السوداء
- الأرواح المهاجرة
- حكايا
- حكايا 2001
- قلة ذوق وكثرة غلبة
- صراع المال
- الحوت
- أسياد المال
- قتل الربيع
- حاجز الصمت
- البقعة السوداء
- تصانيف
- المصابيح الزرق
- خيوط ملونة
- باب المقام
- شركاء يتقاسمون الخراب
- ومضات من تاريخنا
- تحت سماء الوطن
- طوق البنات
- أزمة عائلية
- على قيد الحب
- كسر عضم
- الطبق الطائر ( مسلسل)